# Sciences de la vie et de la Terre
Pour des articles plus généraux, voir Enseignement de la biologie et Enseignement de la géologie.
Pour les articles homonymes, voir SVT.
 (mai 2021).
L'expression sciences de la vie et de la Terre (SVT) est utilisée dans le système éducatif français pour désigner l'enseignement ayant trait à la biologie, aux géosciences et aux sujets connexes.

## Historique
En 1802, le Premier consul Bonaparte crée les lycées, dans lesquels, selon son arrêté d’organisation pédagogique, « on enseignera essentiellement le latin (et en annexe histoire et géographie) et les mathématiques (qui englobent quelques notions de physique, chimie, histoire naturelle et minéralogie) ». Le programme du lycée de 1802 étudie les minéraux « sous le rapport de leur utilité dans les arts et dans les usages de la vie». 
L’enseignement des sciences, mathématiques comprises, régresse sous la Restauration, à cause de la religion. En 1821, les sciences, hormis quelques notions de calcul disparaissent complètement, ou plutôt sont regroupées dans la classe de philosophie, qui s’étend sur deux ans : une année consacrée à l’enseignement philosophique et une année de sciences pour les élèves qui se destinent aux grandes écoles et à la faculté des sciences. 
En 1852, le ministre Hippolyte Fortoul introduit la création, à partir de la classe de troisième, d’une série scientifique, en concurrence avec la série littéraire traditionnelle. Cela est un retour au lycée de 1802, avec ses classes de latin et de mathématiques proposées en concurrence. Le ministre est sensible aux « exigences de la société nouvelle ». Aux enseignements de français, latin, histoire-géographie et langue vivantes, communs aux deux séries la section de sciences ajoute arithmétique, algèbre, géométrie, physique-chimie, histoire naturelle et dessin. Victor Duruy nommé ministre en 1863 revient à l’enseignement à base littéraire.
En 1902, les « sciences naturelles » sont enseignées de la 6e à la terminale.
En 1925, les sciences naturelles ne sont enseignées que de la 6e à la 3e.
En 1945, elles sont réintroduites en terminale de la section « sciences expérimentales », avec un enseignement renforcé en sciences naturelles.
En 1951, sont créées les sections C' et M' à côté des sections C (latin-sciences) et M (sciences-langues). Les programmes de mathématiques, de physique et de chimie étaient les mêmes et les cours étaient communs aux classes de C, C', M et M'. En section M', en classes de 2e et 1rele programme substituait l'enseignement des sciences naturelles à l'enseignement de la deuxième langue étrangère et permettait notamment aux élèves issus de la classe de troisième des "Cours complémentaires" d'accéder au baccalauréat.
L’appellation « SVT » a remplacé celle de « biologie-géologie » à la rentrée  

## Programme en primaire (cycle 3)
Les sciences de la vie et de la Terre sont introduites dès le cycle 4 collège (6e, 5e, 4e) dans le cadre de l'enseignement des sciences expérimentales et technologies. Ces premières notions (voir plus bas la liste des thèmes abordés) sont introduites dans le cadre d'activités essentiellement expérimentales et de résolution de problèmes concrets, issus pour la plupart de la vie courante, en lien avec les autres matières de la formation (physique, chimie, technologie, informatique...). Ici le but n'est pas forcément l'accumulation de connaissances, mais plutôt l'initiation à la résolution de problèmes et l'éveil de la curiosité de l'élève, celui-ci étant en général confronté à une situation concrète, en autonomie, à partir de supports variés (manuels, expériences menées en classe ou à la maison, documents audio-vidéo, logiciels, animations interactives...) Le choix des expériences réalisées est laissé à la discrétion de l'enseignant, ainsi que le contenu exact des séquences.
Quelques thèmes abordés (à dominante sciences de la vie et de la Terre) :
- unité et diversité du vivant ;
- fonctionnement du vivant ;
- fonctionnement du corps humain et santé ;
- êtres vivants et leur environnement.

Les sciences expérimentales et technologies représentent un quota horaire recommandé de trois à quatre heures et demie par semaine.

## Programme au collège
Au collège, l'enseignement des SVT représente une heure et demie par semaine. Les programmes sont en vigueur depuis la rentrée 2017. Comme toutes les disciplines, elle contribue à apporter les connaissances et compétence du socle commun, en particulier pour « les principaux éléments de mathématiques et la culture scientifique et technologique ».
On attend de chaque élève, au terme du collège, une maîtrise suffisante :
- de connaissances indispensables assurant une compréhension du monde vivant, de la Terre et du monde réel, celui de la nature, celui construit par l’homme, ainsi que les changements induits par l’activité humaine ;
- de capacités et d’attitudes permettant d’utiliser ces connaissances, et d’effectuer des choix raisonnés au cours de sa vie d’adulte et de citoyen[3].

### Sixième (sciences et technologie)
- Matière, mouvement, énergie, information
- Le vivant, sa diversité et les fonctions qui le caractérisent
- Matériaux et objets techniques
- La planète Terre. Les êtres vivants dans leur environnement[4]

### Cinquième / Quatrième / Troisième  (cycle 4)
- La planète Terre, l’environnement et l’action humaine
- Le vivant et son évolution
- Le corps humain et la santé[5]

## Personnalités liées à l'enseignement des SVT
- Michèle Rivasi, députée européenne qui fut professeur agrégée de SVT.
- Nicole Ferroni, humoriste qui fut professeur agrégée de SVT.
- Nicolas Mayer-Rossignol, homme politique et ingénieur du corps des mines, fut professeur agrégé de SVT.
- Alexis Jenni, écrivain et Prix Goncourt 2011, est professeur agrégé de SVT.
- Isabelle Delannoy, ingénieur agronome et théoricienne de l'économie symbiotique, fut professeur de SVT.
- Marie-Christine Blandin, sénatrice française, fut professeur de SVT.
- Bénédicte Taurine, députée française, est professeur de SVT.

## Sources
- Laurence Maurines, Magali Gallezot, Marie-Joëlle Ramage et Daniel Beaufils, « La nature des sciences dans les programmes de seconde de physique-chimie et de sciences de la vie et de la Terre », RDST. Recherches en didactique des sciences et des technologies, no 7,‎ 18 novembre 2013 (ISSN 2110-6460, DOI 10.4000/rdst.674, lire en ligne, consulté le 9 décembre 2023)
- Denise Orange-Ravachol, Didactique des SVT, Entre phénomènes et événements, Presses Universitaires de Rennes, 2012 (lire en ligne)
- Yann Lhoste, Épistémologie et didactique des SVT: Langage, apprentissage, enseignement des sciences de la vie et de la Terre, Presses universitaires de Bordeaux, 11 janvier 2018 (ISBN 979-10-300-0244-7, lire en ligne)